# Steatonecrosis
Martwica tkanki tłuszczowej, martwica Balsera (łac. steatonecrosis, necrosis Balseri) – powstaje po uwolnieniu enzymów lipolitycznych trzustki do okolicznych tkanek i uczynnieniu lipazy – przy zatkaniu przewodów, pęknięciu trzustki. Tkanka tłuszczowa zostaje rozłożona na wolne kwasy tłuszczowe i glicerol. Kwasy tłuszczowe łączą się w mydła z jonami Na+, K+, Ca2+. Mydła sodowe i potasowe i glicerol ulegają rozpadowi, a mydła wapniowe zostają w tkankach; wygląda to, jakby tkanka była pochlapana woskiem – suche, szare, matowe ogniska. Przykładem jest martwica krwotoczna trzustki – przy zatkaniu przewodu trzustkowego – lipaza może być przetransportowana naczyniami limfatycznymi do odległej tkanki tłuszczowej (np. zlokalizowanej w tkance podskórnej czy w śródpiersiu).

Przeczytaj ostrzeżenie dotyczące informacji medycznych i pokrewnych zamieszczonych w Wikipedii.